# Yog-Sothoth
Yog-Sothoth ("La Clau i la Porta", "El Tot-En-Un", "L'Ocult", "L'Obridor del Camí") és un personatge de ficció en els Mites de Cthulhu. L'ésser va ser creat per Howard Phillips Lovecraft i va aparèixer per primera vegada en la seva novel·la El cas de Charles Dexter Ward (escrita el 1927 i publicada per primera vegada en 1941). Es diu que l'ésser pren la forma d'una agrupació de bombolles brillants. Yog-Sothoth és un déu exterior que serà encarregat de portar de retorn els déus primordials. Yog Sothoth coneix la porta. Yog Sothoth és la porta, és la clau i el guardià, coneix el passat, el present i el futur, ja que tot és un en tot.

## Sumari dels Mites
| «                                     | La imaginació va atreure la impactant forma del fabulós Yog-Sothoth - Només un conglomerat de globus iridiscents, però fantàstic en la seva maligna suggestivitat. | » |
| — -H. P. Lovecraft, "Horror al Museu" | |   |

Yog-Sothoth és un dels Déus Exteriors i està connectat amb tot el temps i espai, tot i que està suposadament atrapat fora de l'univers que habitem.
Yog-Sothoth ho sap tot i ho veu tot. "Complaure" a aquesta deïtat pot comportar coneixement de multitud de coses. No obstant això, com molts éssers en els Mites, veure o aprendre massa d'ell porta desastres, sovint conseqüències fatals. Alguns autors opinen que per guanyar el seu favor cal un sacrifici humà o la servitud eterna al déu.
L'assaig In Rerum Supernatural en el joc de rol La crida de Cthulhu suggereix que Yog-Sothoth pot ser una basta transliteració de la frase àrab "يجيء الشذاذ" (Yayi 'aš-šudhdhādh), que significa "Venen els estranys".

## Influències[calcitació]
- Stephen King, en la seva antologia de contes "El llindar de la nit" (1976), esmenta en la història Els misteris del cuc a Yog-Sothoth com una mena de déu espacial que està darrere dels estranys successos d'un poble abandonat. A més, en la seva novel·la "La botiga dels desitjos malignes", està escrita la frase "Yog-Sothoth mana" al costat d'un magatzem.
- En la història de Conan el Bàrbar "La vall de l'altre costat de les estrelles" apareguda a The Savage Sword of Conan Vol.1 # 152. (Edició americana en el nº 88 de l'edició espanyola) Yog Sothoth és convocat per la Reina Sullimma i la bruixa Phrephus.[1]
- Hi ha un joc de cartes intercanviables amb dinàmica de rol anomenada "Mythos" (ja no s'emeten més expansions del joc, i està descatalogat) en què s'inclouen tots els personatges inventats per Lovecraft en els seus llibres, òbviament, incloent-hi a Yog-Sothoth.
- En la cançó "The calling-Lords of the black path" del grup After Death s'esmenta a Yog Sothoth juntament amb altres déus.
- En la cançó "Morbid Tales" del grup Celtic Frost s'esmenta a Yog Sothoth.
- En el videojoc World of Warcraft, un Déu Antic es diu Yogg-Saron sens dubte un gest de complicitat a aquesta criatura.
- En la cançó "Dunwich Animal Child" del grup xilè Dorso (grup musical) s'esmenta a Yog Sothoth.
- En la cançó "Al Azif" d'Opera IX s'esmenta a Yog-Sothoth.
- L'última cançó en l'àlbum Legions of Beelzebub (2006) del grup d'argentí de black metallç Lobotomy (L6b6t6my) es diu "Yog-Sothoth (la porta cap a la tempesta)".
- Al videojoc Disgaea 4, el tercer atac de Desco, fa al·lusió a Yog-Sothoth.
- Hermaeus Mora de la saga de Videojocs The Elder Scrolls comparteix moltes similituds amb Yog-Sothoth, un dels personatges de la mitologia d'H P. Lovecraft.
- En el videojoc de simulació de ball PUMP IT UP PRIME apareix una cançó nomenada Yog-Sothoth interpretada per NAT.
- Apareix en el còmic d'Alan Moore: "Reconeixement". A "Alan Moore. Relats de Yuggoth i altres històries. 2013, Barcelona: Editors de còmics.
- En un episodi de "Les ombrívoles aventures de Billy i Mandy", Billy tracta d'invocar el monstre.
- Hi ha un joc de cartes de batalles de diferents mitologies "Guerra de Mites / Myth at Wars" en què apareixen alguns dels principals personatges de Lovecraft.
- En el joc de baralles 2D "Nitroplus Blasterz Heroines Infinite Duel" es fa esment constant tant del títol de l'obra original, el seu nom i el paper que exerceix en la manera "Another Story".